# Börje Emilsson
Per Magnus Börje Emilsson, född 18 december 1919 i Malmö, död 22 juni 1970 i Nynäshamn, var en svensk biolog och potatisexpert.
Emilsson, som var son till agronomen Emil Jönsson och Signe Lindfors, avlade studentexamen i Ystad 1937 samt blev filosofie kandidat vid Lunds universitet 1940, filosofie licentiat vid Stockholms högskola 1945 och filosofie doktor där 1949. Han anställdes vid Institutet för växtforskning och kyllagring (IVK) i Nynäshamn 1942 och var dess chef från 1948. Han var styrelseledamot i fruktimportföretaget Frans A. Sandén AB i Göteborg och ordförande i Svenska kyltekniska föreningen från 1959. Han invaldes som ledamot av Kungliga Skogs- och Lantbruksakademien 1963. Han författade skrifter i växtfysiologi, växtpatologi och kyllagring.